# 5.8S rRNA
在分子生物學中，5.8S核糖體RNA（5.8S rRNA)是指一類非編碼RNA。它是真核生物核糖體的大亞基的組成成分，在蛋白質轉譯中起重要作用。RNA聚合酶I先轉錄出沉降係數爲45S的前體。該前體同樣包含18S rRNA和28S rRNA。5.8S rRNA在核糖體轉運中起作用。它能夠和p53腫瘤抑制蛋白形成共價連接。
5.8S rRNA可以作爲RT-PCR检测miRNA表达量的内参基因。

## 外部連結
- 5.8S ribosomal RNA的Rfam页面
- Arabidopsis 5.8S rRNA sequence（页面存档备份，存于）
- Rice 5.8S rRNA sequence（页面存档备份，存于）